# Middelhout

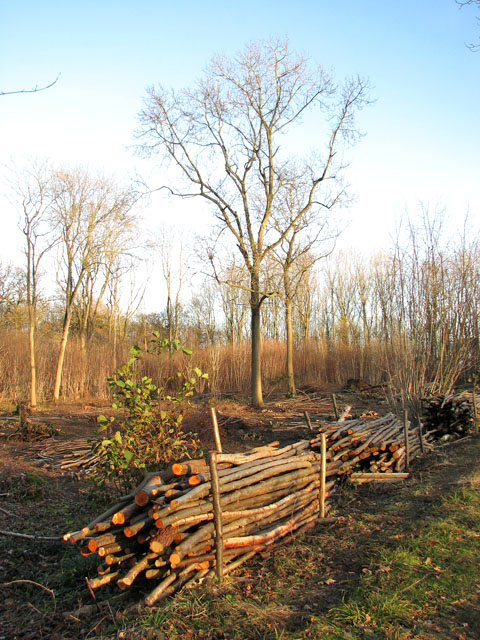
Middelhout: zowel hooghout als hakhout is aanwezig

Middelhout (ook middelhoutsysteem genoemd) is een productiebostype dat hooghout en hakhout combineert. Een bos dat wordt beheerd met een middelhoutsysteem wordt een middenbos genoemd. De opgaande bomen staan in de boomlaag en de hakhoutbosjes in de struiklaag. Middenbos stond in de middeleeuwen vooral op rijkere gronden. Een groot deel van deze bossen is verdwenen.
De bomen in de boomlaag zijn van verschillende leeftijden terwijl het hakhout in de struiklaag van dezelfde leeftijd is. De opgaande bomen werden vroeger als inkomstenbron gebruikt als de hakhoutoogst tegenviel. Tevens werd elk jaar een deel van de bomen gekapt zodat het hakhout voldoende licht kreeg en toekomstbomen zich verder konden ontwikkelen. In de negentiende eeuw was er meer vraag naar dikke stammen voor de industrie. Middelhout leverde te dunne stammen. De middenbossen zijn veranderd in hooghoutbossen of werden tot hakhoutbossen gemaakt.
Middenbossen hebben een hoge natuurwaarde vanwege de diversiteit aan ecotopen binnen dit type bos. Daarnaast zorgt de houtproductie voor een hoge dynamiek wat aantrekkelijk is voor bepaalde pioniersoorten. 